# Desa Merden (administrativ by i Indonesien, lat -7,65, long 109,80)
Desa Merden är en administrativ by i Indonesien.   Den ligger i provinsen Jawa Tengah, i den västra delen av landet, 400 km öster om huvudstaden Jakarta.